# Jonesboro (Geòrgia)
Jonesboro és una població dels Estats Units a l'estat de Geòrgia. Segons el cens del 2000 tenia 3.829 habitants.

## Demografia
Segons el cens del 2000, Jonesboro tenia 3.829 habitants, 1.466 habitatges, i 1.023 famílies. La densitat de població era de 570,8 habitants/km².
Dels 1.466 habitatges en un 34,1% hi vivien nens de menys de 18 anys, en un 38,6% hi vivien parelles casades, en un 25,6% dones solteres, i en un 30,2% no eren unitats familiars. En el 25,5% dels habitatges hi vivien persones soles l'11,5% de les quals corresponia a persones de 65 anys o més que vivien soles. El nombre mitjà de persones vivint en cada habitatge era de 2,6 i el nombre mitjà de persones que vivien en cada família era de 3,09.
Per edats la població es repartia de la següent manera: un 29,2% tenia menys de 18 anys, un 9,6% entre 18 i 24, un 29,6% entre 25 i 44, un 19,2% de 45 a 60 i un 12,4% 65 anys o més.
L'edat mediana era de 32 anys. Per cada 100 dones de 18 o més anys hi havia 78,1 homes.
La renda mediana per habitatge era de 31.951 $ i la renda mediana per família de 39.143 $. Els homes tenien una renda mediana de 29.236 $ mentre que les dones 25.797 $. La renda per capita de la població era de 16.178 $. Entorn del 19,2% de les famílies i el 20,2% de la població estaven per davall del llindar de pobresa.

## Poblacions més properes
El següent diagrama mostra les poblacions més properes.